# Kuffs, poli per casualitat
Kuffs, poli per casualitat (títol original: Kuffs) és una pel·lícula estatunidenca dirigida per Bruce A. Evans i estrenada l'any 1992. Ha estat doblada al català.

## Argument
A certs barris de San Francisco, l'ordre és assegurat via divisions policíaques privades, d'empreses familiars. Brad Kuffs (Bruce Boxleitner) dirigeix una d'aquestes brigades... Quan és assassinat per la màfia local, Brad deixa la seva brigada desemparada i el seu germà petit sol.
Aquest, Georges (Christian Slater) no té res d'un policia experimentat: despreocupat i rebel, viu una relació tumultuosa amb la bella Maya (Milla Jovovich). Però la mort del seu germà el canvia i Georges jura de venjar-lo. Esdevé així el cap de la brigada.
Però, a tot just vint-anys, difícil d'imposar-se i els seus enemics es revelen més durs que no creia.

## Repartiment
- Christian Slater: George Kuffs
- Milla Jovovich: Maya Carlton
- Leon Rippy: Kane
- Bruce Boxleitner: Brad Kuffs
- Joshua Cadman: Bill Donnelly
- Mary Ellen Trainor: Nikki Allyn
- Aki Aleong: Mr. Chang
- Troy Evans: Capità Morino
- Loren Blackwell: Stuart Burkis
- Kim Robillard: Peter Coca
- George De la Pena: Sam Jones
- Lu Leonard: Harriet
- Tony Goldwyn: Ted Bukovsky
- Phil Mishkin: Inspector Doug Sticks
- Stephen Park: Oficial Favaro
- Ross Partridge: Robert
- Scott Williamson: Alan Eddy
- Dennis Holahan: Dr. Will Carlton

## Crítica
- "Barreja d'intriga i comèdia, resolta amb més ofici que benefici"[3]